# Chodsigoa salenskii
Il toporagno di Salenski (Chodsigoa salenskii Kastschenko, 1907) è un mammifero della famiglia dei Soricidi, endemico della Cina.

## Descrizione
È un mammifero di piccole dimensioni (5–10 cm di lunghezza per 5 gr di peso), con un lungo naso appuntito ed una fitta pelliccia nera, con macchie grigie.

## Distribuzione e habitat
L'unico esemplare descritto di questa specie proveniva dalla provincia di Sichuan, nella Cina occidentale.

## Biologia
Le abitudini di questa specie non sono note.

## Status e conservazione
La Zoological Society of London, in base a criteri di unicità evolutiva e di esiguità della popolazione, considera C. salenskii una delle 100 specie di mammiferi a maggiore rischio di estinzione.